# اسکالنییا
اسکالنییا (به اسپانیایی: Escalonilla) یک شهرستان در اسپانیا است که در استان تولدو واقع شده‌است.

## خصوصیات
اسکالنییا ۵۱ کیلومترمربع مساحت و ۱٬۵۰۵ نفر جمعیت دارد و ۵۴۵ متر بالاتر از سطح دریا واقع شده‌است.